# Нижні Юрі
Нижні Юрі́ (рос. Нижние Юри, удм. Улын Юри) — присілок в Малопургинському районі Удмуртії, Росія.
Урбаноніми:
- вулиці — Берегова, Кіровська, Колгоспна, Лісова, Молодіжна, Нагірна, Північна, Польова, Поштова, Садова, Шкільна

## Населення
Населення — 760 осіб (2010; 780 в 2002).
Національний склад станом на 2002 рік:
- удмурти — 96 %